# WWE SmackDown New Year's Revolution
WWE SmackDown: New Year's Revolution fue un show de televisión que se transmitió en vivo el 5 de enero de 2024 por el canal televisivo estadounidense FOX como especial del programa semanal SmackDown desde el Rogers Arena en Vancouver, Columbia Británica, Canadá. La transmisión concluyó la programación de una semana de programas con temática de Año Nuevo de WWE llamada New Year's Knockout Week.
El evento también marcó el regreso de Authors of Pain (Akam & Rezar) con el manager Paul Ellering; su última aparición televisada en WWE fue en marzo de 2020 antes de ser despedidos en septiembre de ese año.

## Producción
WWE celebró entre 2005 a 2007 un evento anual de pago por evento (PPV) a principios de enero titulado New Year's Revolution, que se llevó a cabo exclusivamente para luchadores de la marca Raw. El nombre del evento fue un juego con la tradición occidental de los propósitos de Año Nuevo. Luego se suspendió ya que después de WrestleMania 23, WWE dejó de producir PPV exclusivos de la marca, reduciendo así la cantidad de eventos realizados por año.
Durante el episodio del 22 de diciembre de 2023 de SmackDown, el Gerente General Nick Aldis anunció el resurgimiento de New Year's Revolution. Estaba programado para realizarse como un episodio especial de SmackDown el 5 de enero de 2024 en la ciudad de Vancouver, y transmitido por FOX.

## Resultados
- Kevin Owens derrotó a Santos Escobar (con Angel Garza & Humberto Carrillo) y ganó una oportunidad por el Campeonato de los Estados Unidos en Royal Rumble (16:35).
  - Owens cubrió a Escobar después de un «Stunner».
  - Durante la lucha, Latino World Order (Cruz del Toro & Joaquin Wilde) atacó a Garza y Carrillo, distrayendo a Escobar.
  - Después de la lucha, Logan Paul confrontó a Owens, quien, en respuesta, lo atacó.
- Iyo Sky derrotó a «Michin» Mia Yim y retuvo el Campeonato Femenino de WWE (10:40).
  - Sky cubrió a Michin después de un «Asai Moonsault».
- British Strong Style (Butch & Tyler Bate) derrotó a Pretty Deadly (Elton Prince & Kit Wilson) (8:34).
  - Bate cubrió a Wilson después de un «Doble Powerbomb».
- La lucha entre Randy Orton, LA Knight y AJ Styles por una oportunidad por el Campeonato Universal Indiscutible de WWE terminó sin resultado (19:40).
  - La lucha no tuvo ganador después que The Bloodline (Roman Reigns, Jimmy Uso & Solo Sikoa) interfiriera atacando a Orton, Knight y Styles.
  - Como resultado, Nick Aldis decidió una Fatal 4-Way por el Campeonato Universal Indiscutible de WWE en Royal Rumble.
- Dark Match: Gable Steveson derrotó a Cedric Alexander
- Dark Match: Bianca Belairderroto a Chelsea Green
- Dark Match: Rhea Ripley derrotó a Ivy Nile y retuvo el Women's World Championship (WWE)
- Dark Match: Drew McIntyre derrotó Ricochet

### Torneo por una oportunidad por el Campeonato de los Estados Unidos (2023-2024)
|  | Primera ronda SmackDown 8-15 de diciembre de 2023 | Primera ronda SmackDown 8-15 de diciembre de 2023 | Primera ronda SmackDown 8-15 de diciembre de 2023 |               |                | Semifinales SmackDown 15 de diciembre de 2023 (emitido el 22 de diciembre) | Semifinales SmackDown 15 de diciembre de 2023 (emitido el 22 de diciembre) | Semifinales SmackDown 15 de diciembre de 2023 (emitido el 22 de diciembre) |  |                | Final SmackDown: New Year's Revolution 5 de enero de 2024 | Final SmackDown: New Year's Revolution 5 de enero de 2024 | Final SmackDown: New Year's Revolution 5 de enero de 2024 |  |
|  |                                                   |                                                   |                                                   |               |                |                                                                            |                                                                            |                                                                            |  |                |                                                           |                                                           |                                                           |  |
|  |                                                   |                                                   |                                                   |               |                |                                                                            |                                                                            |                                                                            |  |                |                                                           |                                                           |                                                           |  |
|  | 1                                                 | Dragon Lee                                        | 9:09                                              |               |                |                                                                            |                                                                            |                                                                            |  |                |                                                           |                                                           |                                                           |  |
|  | 1                                                 | Dragon Lee                                        | 9:09                                              |               |                |                                                                            |                                                                            |                                                                            |  |                |                                                           |                                                           |                                                           |  |
|  | 8                                                 | Santos Escobar                                    | Pin                                               |               |                |                                                                            |                                                                            |                                                                            |  |                |                                                           |                                                           |                                                           |  |
|  | 8                                                 | Santos Escobar                                    | Pin                                               |               | Santos Escobar | Santos Escobar                                                             | Pin                                                                        |                                                                            |  |                |                                                           |                                                           |                                                           |  |
|  |                                                   |                                                   |                                                   |               | Santos Escobar | Santos Escobar                                                             | Pin                                                                        |                                                                            |  |                |                                                           |                                                           |                                                           |  |
|  |                                                   |                                                   | Bobby Lashley                                     | Bobby Lashley | 8:44           |                                                                            |                                                                            |                                                                            |  |                |                                                           |                                                           |                                                           |  |
|  | 5                                                 | Bobby Lashley                                     | Bobby Lashley                                     | Bobby Lashley | 8:44           | Pin                                                                        |                                                                            |                                                                            |  |                |                                                           |                                                           |                                                           |  |
|  | 5                                                 | Bobby Lashley                                     |                                                   |               |                |                                                                            |                                                                            |                                                                            |  |                |                                                           |                                                           |                                                           |  |
|  | 4                                                 | Karrion Kross                                     | 9:46                                              |               |                |                                                                            |                                                                            |                                                                            |  |                |                                                           |                                                           |                                                           |  |
|  | 4                                                 | Karrion Kross                                     | 9:46                                              |               |                |                                                                            |                                                                            |                                                                            |  | Santos Escobar | Santos Escobar                                            | 16:35                                                     |                                                           |  |
|  |                                                   |                                                   |                                                   |               |                |                                                                            |                                                                            |                                                                            |  | Santos Escobar | Santos Escobar                                            | 16:35                                                     |                                                           |  |
|  |                                                   |                                                   | Kevin Owens                                       | Kevin Owens   | Pin            |                                                                            |                                                                            |                                                                            |  |                |                                                           |                                                           |                                                           |  |
|  | 3                                                 | Carmelo Hayes                                     | Kevin Owens                                       | Kevin Owens   | Pin            | Pin                                                                        |                                                                            |                                                                            |  |                |                                                           |                                                           |                                                           |  |
|  | 3                                                 | Carmelo Hayes                                     |                                                   |               |                |                                                                            |                                                                            |                                                                            |  |                |                                                           |                                                           |                                                           |  |
|  | 6                                                 | Grayson Waller                                    | 10:23                                             |               |                |                                                                            |                                                                            |                                                                            |  |                |                                                           |                                                           |                                                           |  |
|  | 6                                                 | Grayson Waller                                    | 10:23                                             |               | Carmelo Hayes  | Carmelo Hayes                                                              | 10:04                                                                      |                                                                            |  |                |                                                           |                                                           |                                                           |  |
|  |                                                   |                                                   |                                                   |               | Carmelo Hayes  | Carmelo Hayes                                                              | 10:04                                                                      |                                                                            |  |                |                                                           |                                                           |                                                           |  |
|  |                                                   |                                                   | Kevin Owens                                       | Kevin Owens   | Pin            |                                                                            |                                                                            |                                                                            |  |                |                                                           |                                                           |                                                           |  |
|  | 7                                                 | Austin Theory                                     | Kevin Owens                                       | Kevin Owens   | Pin            | 13:32                                                                      |                                                                            |                                                                            |  |                |                                                           |                                                           |                                                           |  |
|  | 7                                                 | Austin Theory                                     |                                                   |               |                |                                                                            |                                                                            |                                                                            |  |                |                                                           |                                                           |                                                           |  |
|  | 2                                                 | Kevin Owens                                       | Pin                                               |               |                |                                                                            |                                                                            |                                                                            |  |                |                                                           |                                                           |                                                           |  |
|  | 2                                                 | Kevin Owens                                       | Pin                                               |               |                |                                                                            |                                                                            |                                                                            |  |                |                                                           |                                                           |                                                           |  |
|  |                                                   |                                                   |                                                   |               |                |                                                                            |                                                                            |                                                                            |  |                |                                                           |                                                           |                                                           |  |